# Właściwość (informatyka)
Właściwość klasy (ang. class property) – specjalny składnik klas w niektórych obiektowych językach programowania, posiadający cechy pola i metody. Właściwości są odczytywane i zapisywane tak jak pola, ale ich odczytywanie i zapisywanie zazwyczaj przebiega poprzez wywołanie metod. Łatwiej jest czytać i zapisywać pola, niż wywoływać metody, jednak wstawienie poprzez wywołanie metody pozwala sprawdzić poprawność danych, aktywować kod aktualizacji (np. wygląd elementów GUI). Oznacza to, że właściwości mają cechy pośrednie pomiędzy ciągiem instrukcji (metoda) a danymi (pole) klasy i zapewniają wyższy poziom hermetyzacji niż publiczne pola.

## Języki programowania używające właściwości
Języki programowania, które zapewniają wsparcie dla właściwości to: Object Pascal (Delphi/Free Pascal), Visual Basic, C#, D, F#, Objective-C 2.0, JavaScript, Swift, Python i Vala. W tych językach właściwości związane są z obecnością w klasie pary metod dostępowych: odczytującą (ang. getter) i zapisującą (ang. setter). Metody dostępowe są na ogół prywatne (ang. private) lub chronione (ang. protected). Jest tak na przykład w językach: C# i Object Pascal. W innych metody te są publiczne (np. Python, ponieważ ten język nie wspiera hermetyzacji). Pominięcie metody zapisującej czyni właściwość tylko do odczytu. Pominięcie metody odczytującej czyni właściwość tylko do zapisu. Właściwości tylko do zapisu są rzadkością z uwagi na ich małą użyteczność. Możliwe są również przypadki, gdy właściwości nie odpowiada żadne pole w klasie, a odczytywana wartość jest uzyskiwana jako wynik działania metody odczytującej (np. jako wynik obliczeń). Właściwości mogą być typu prostego (np. liczba całkowita, liczba rzeczywista, ciąg znaków, wartość boolowska) lub złożonego (np. tablica, struktura, obiekt). Właściwości tablicowe wymagają podania numeru komórki (indeksu), który jest przekazywany jako jeden z argumentów metody dostępowej (odczytującej lub zapisującej).
Niektóre języki obiektowe, takie jak Java, nie obsługują właściwości, co wymaga od programisty bezpośredniego posługiwania się metodami dostępowymi: odczytującą i zapisującą.

## Przykładowy kod w języku Object Pascal
```
type

  
TPen
 
=
 
class

  
private

    
FColor
:
 
Integer
;

    
FWidth
:
 
Integer
;

    
function
 
GetColor
:
 
Integer
;

    
procedure
 
SetColor
(
Value
:
 
Integer
)
;

    
procedure
 
SetWidth
(
Value
:
 
Integer
)
;

  
public

    
property
 
Color
:
 
Integer
 
read
 
GetColor
 
write
 
SetColor
;

    
property
 
Width
:
 
Integer
 
read
 
FWidth
 
write
 
SetWidth
;

end
;

function
 
TPen
.
GetColor
:
 
Integer
;

begin

  
Result
 
:=
 
FColor
;

end
;

procedure
 
TPen
.
SetColor
(
Value
:
 
Integer
)
;

begin

  
if
 
FColor
 
<>
 
Value

   
then
 
FColor
 
:=
 
Value
;

end
;

procedure
 
TPen
.
SetWidth
(
Value
:
 
Integer
)
;

begin

  
if
 
Value
 
>
 
2

   
then
 
FWidth
 
:=
 
Value

   
else
 
FWidth
 
:=
 
3
;

end
;

```

```
// zastosowanie

var
 
Pen
:
 
TPen
;

// ...

Pen
.
Color
 
:=
 
not
 
Pen
.
Color
;

Pen
.
Width
 
:=
 
10
;

// ...

```

## Przykładowy kod w języku C#
Składnia właściwości klasy wygląda następująco:
```
<
modyfikator_dostepu
>
 
<
typ
>
 
nazwa

{

  
get

  
{

    
// implementacja

  
}

  
set

  
{

    
// implementacja

  
}

}

```

```
using
 
System
;

class
 
Person

{

  
private
 
string
 
lastname
;

  
private
 
string
 
firstname
;

  
public
 
string
 
Lastname

  
{

    
get

    
{

      
return
 
lastname
;

    
}

    
set

    
{

      
this
.
lastname
 
=
 
value
;
 
// słowo kluczowe value jest używane w odniesieniu do wartości przekazanej do set

    
}

  
}

  
public
 
string
 
Firstname

  
{

    
get

    
{

      
return
 
firstname
;

    
}

    
set

    
{

      
this
.
firstname
 
=
 
value
;

    
}

  
}

}

class
 
Program

{

  
public
 
static
 
void
 
Main
(
string
[]
 
args
)

  
{

    
Person
 
person
 
=
 
new
 
Person
();

    
// ustawiamy wartości prywatnych pól klasy przy użyciu właściwości

    
person
.
Lastname
 
=
 
"Kowalski"
;

    
person
.
Firstname
 
=
 
"Jan"
;

    
Console
.
WriteLine
(
"Nazywam się "
 
+
 
person
.
Firstname
 
+
 
" "
 
+
 
person
.
Lastname
);
 
// pobieramy wartość prywatnych pól klasy za pomocą właściwości

  
}

}

```